# Назъм бей Селаникли
Назъм бей Селаникли (на турски: Nâzım Bey Selanikli) е османски лекар, общественик и политик.

## Биография
Роден е в Солун, където семейството му живее от поколения. Назъм бей Селаникли се присъединява към младотурците и става директор на болница. Доктор Назъм е един от ръководителите на контраразузнавателната организация Тешкилят-и Махсуса. Взема дейно участие в Арменския геноцид и Понтийския гръцки геноцид.
В периода 1916 – 1918 година е осмият председател на спортен клуб Фенербахче. В 1918 година за кратко е министър на образованието. През юли 1919 година заедно с други водачи на Комитета Единение и напредък е осъден задочно на смърт от турски военен съд за пътъпкване на конституцията.
В 1926 година е осъден на смърт за опит за покушение над Кемал Ататюрк в Измир и е обесен на 26 август 1926 година в Анкара.